# Gele kamille
De gele kamille (Anthemis tinctoria, synoniem: Cota tinctoria) is een tweejarige plant die behoort tot de composietenfamilie (Asteraceae). De soort komt van nature voor in Europa en West-Azië en is zeer zeldzaam in Zuid-Limburg en zeldzaam in stadsgebieden, maar komt elders voor als adventiefsoort of ingezaaid. Het aantal chromosomen is 2n = 18.
Het geslacht schubkamille onderscheidt zich van het geslacht kamille (Matricaria), doordat bij schubkamille stroschubben in het bloemhoofdje voorkomen. Dit zijn de vliesjes die zich tussen de buisbloemen bevinden. De botanische naam van het geslacht Anthemis is afgeleid van anthemon dat bloem betekent.
De plant wordt 30–60 cm hoog en heeft enkel veerdelige bladeren met gelobde tot diep ingesneden slippen. Het blad is 1–5 cm lang.
Gele kamille bloeit van juni tot september. Het 3–4 cm brede hoofdje heeft 20 tot 32 gele lintbloemen en een hart van gele, vijfslippige buisbloemen. De bloemhoofdjesbodem is halfbolvormig en na de bloei niet verlengd. De omwindselblaadjes hebben een vliezige bovenrand. De bloemen worden bestoven door bijen, wespen, vlinders, pollenetende en andere vliegensoorten.
De vrucht is een samengedrukt vierkantig, 2 mm lang nootje met scherpe vleugelranden. Het pappus (vruchtpluis) is zeer kort en kroontjesachtig. De vruchten worden door de wind of als klit verspreid.

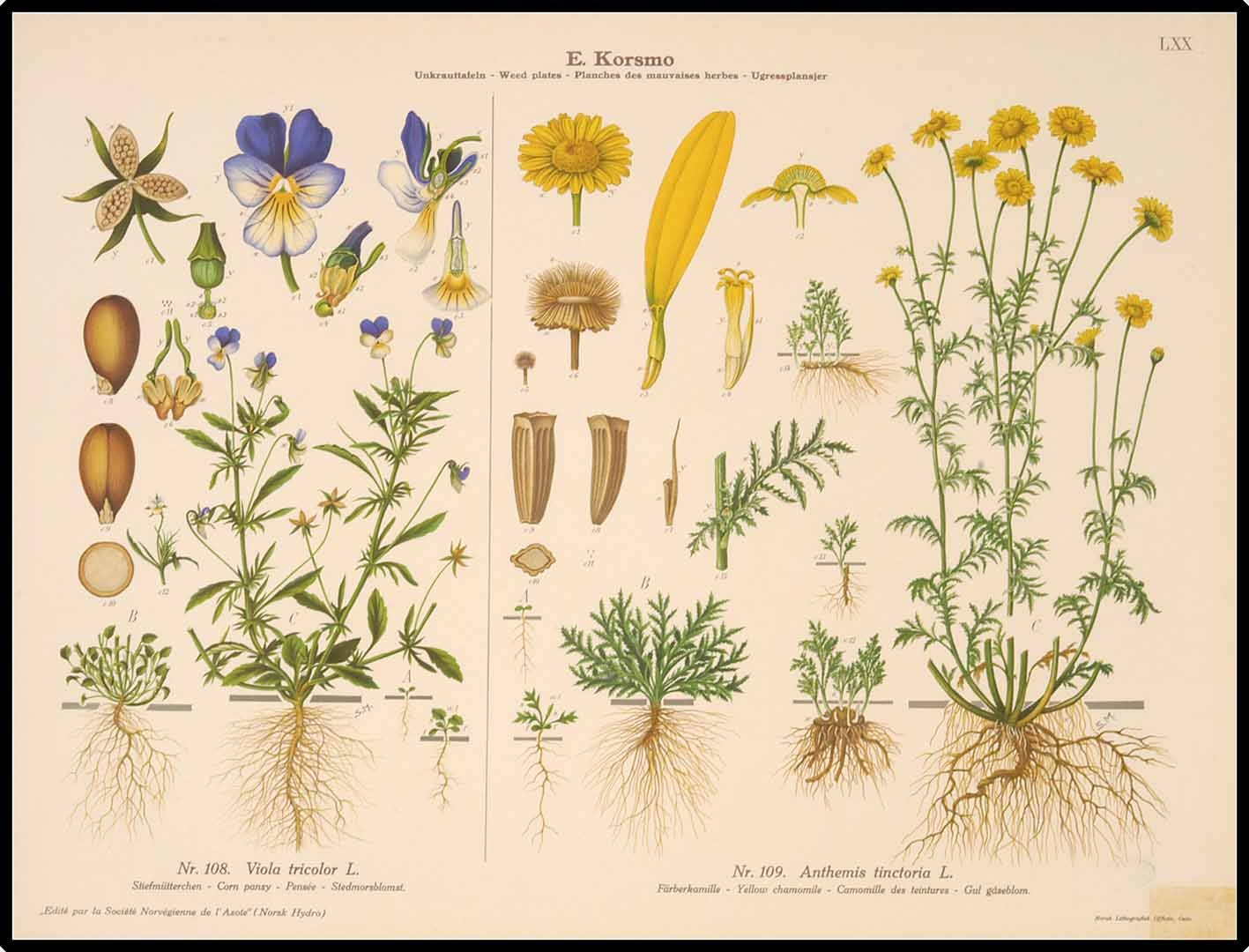
Illustratie
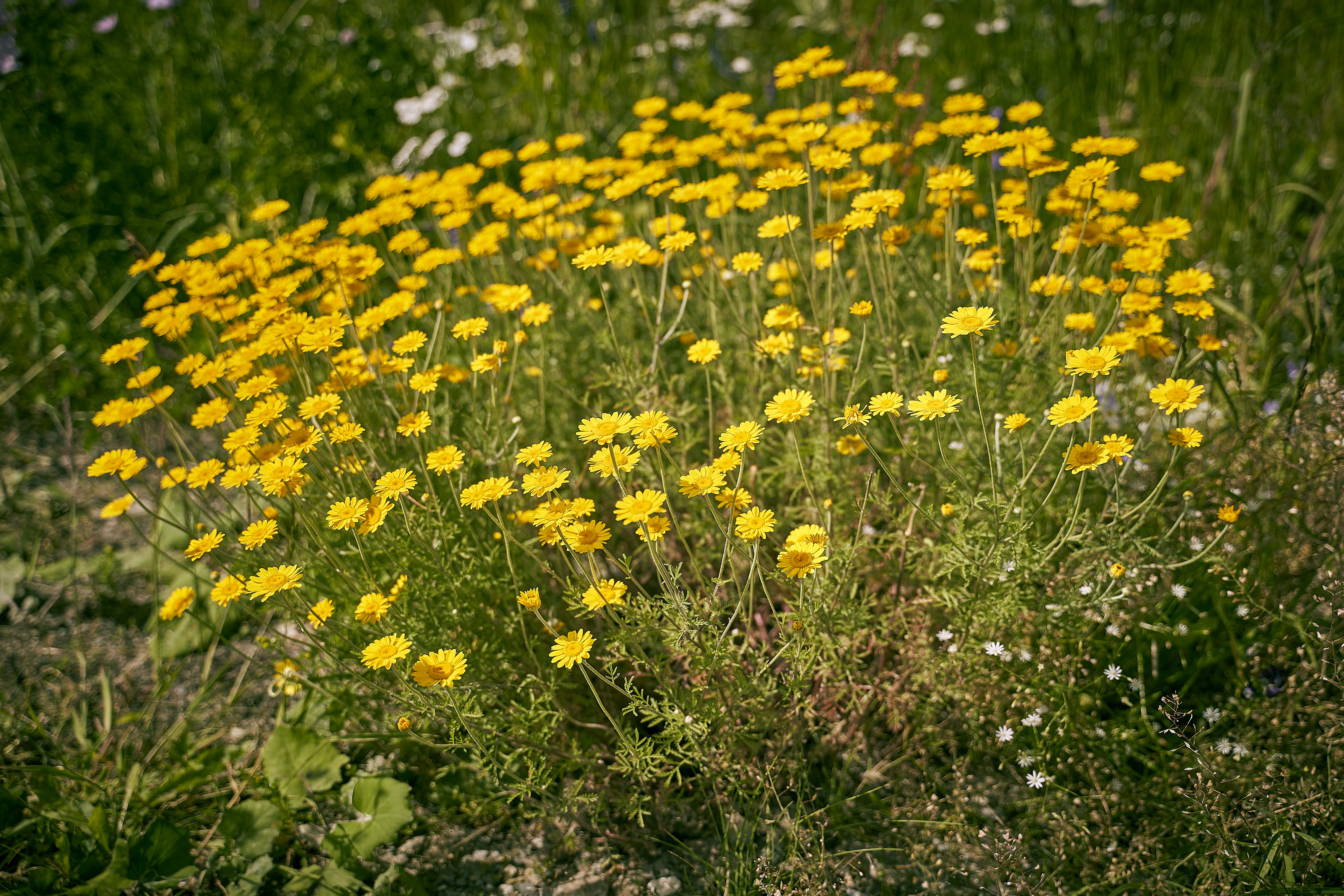
Plant
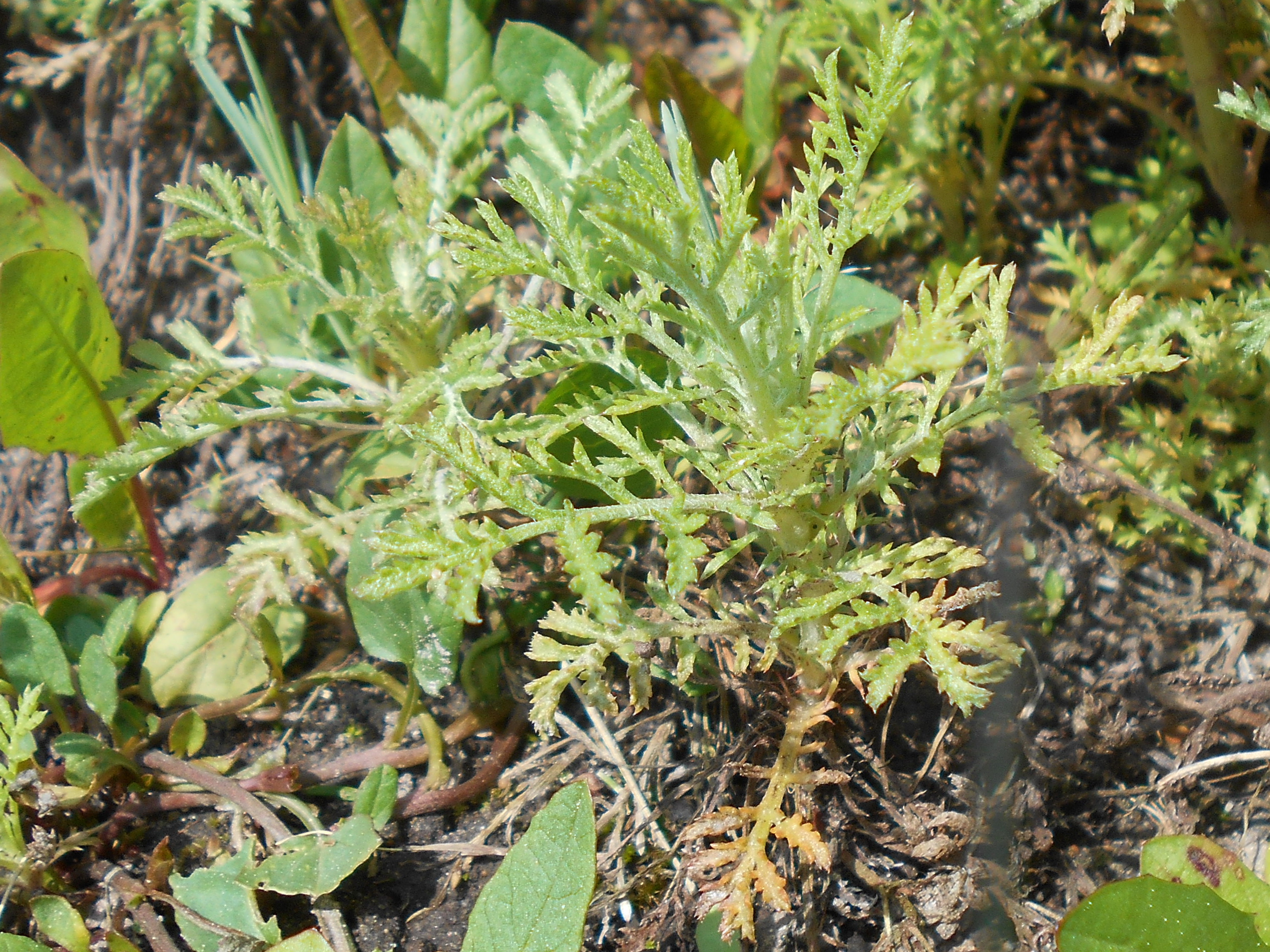
Blad
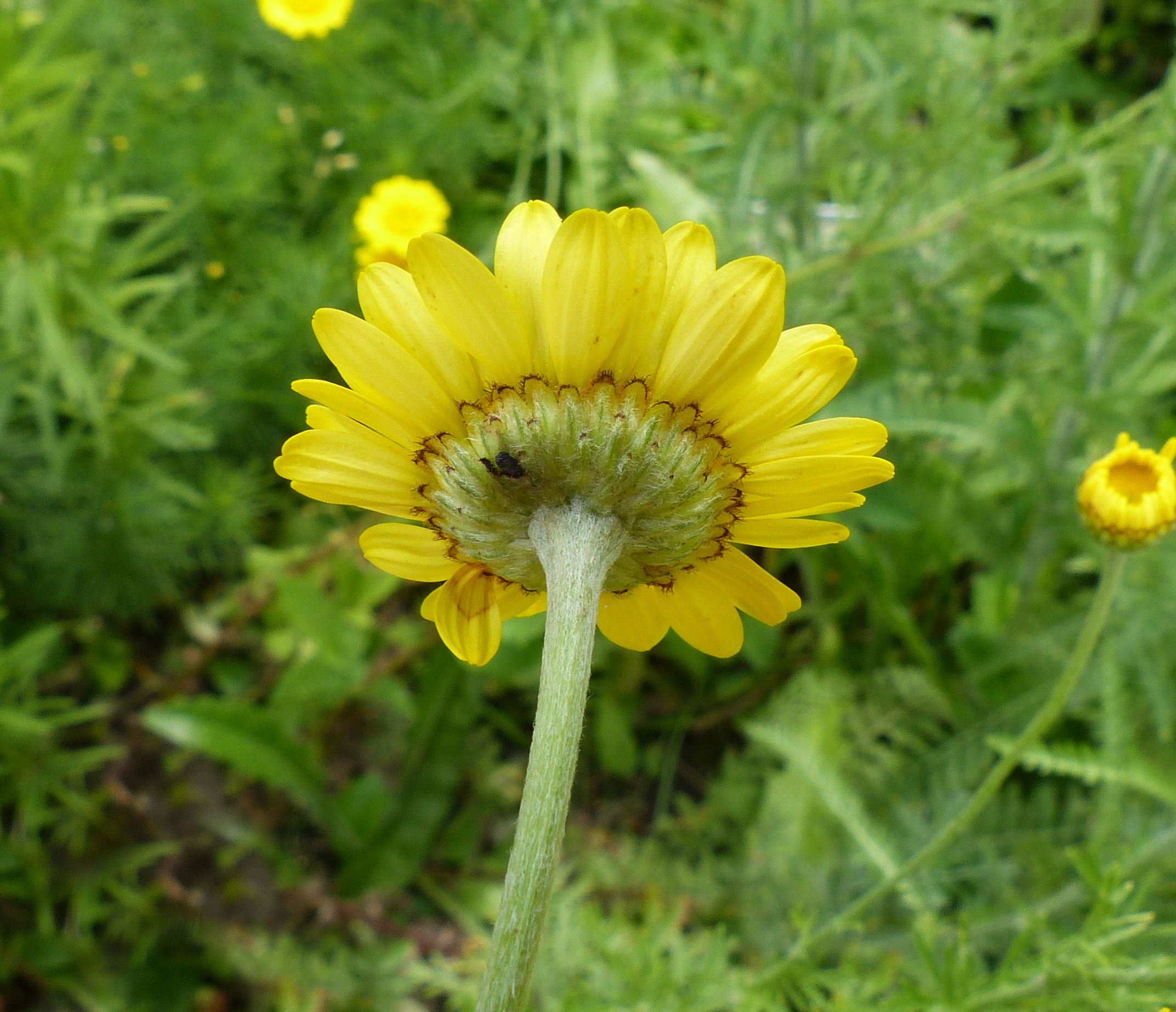
Omwindsel
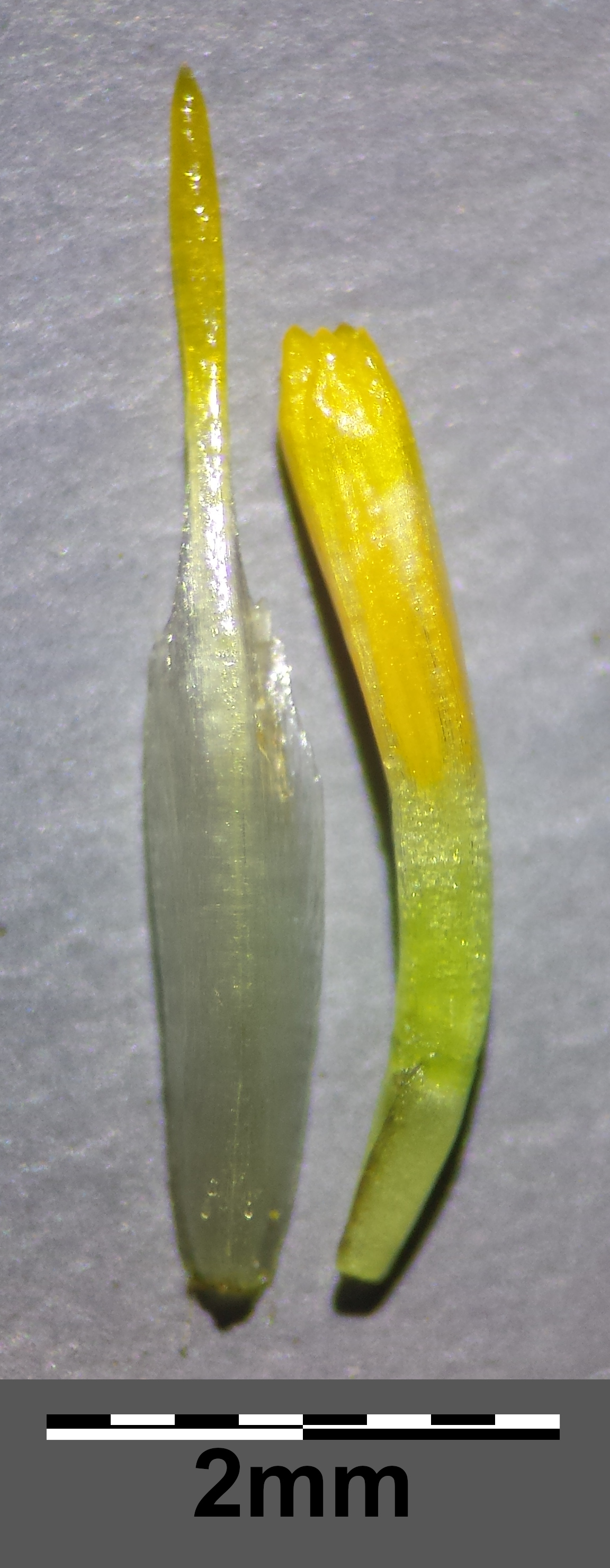
Stroschub en buisbloem
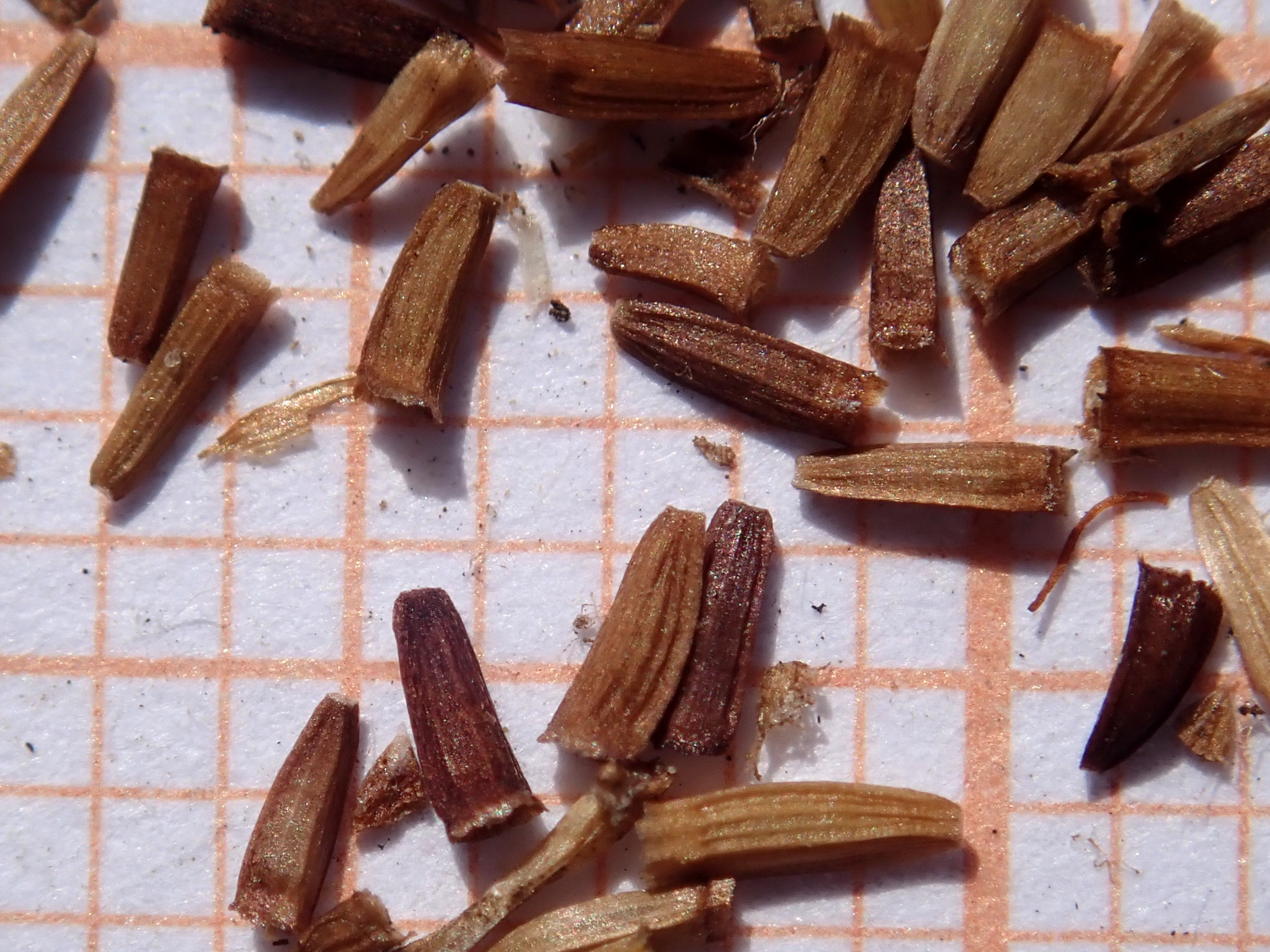
Nootjes
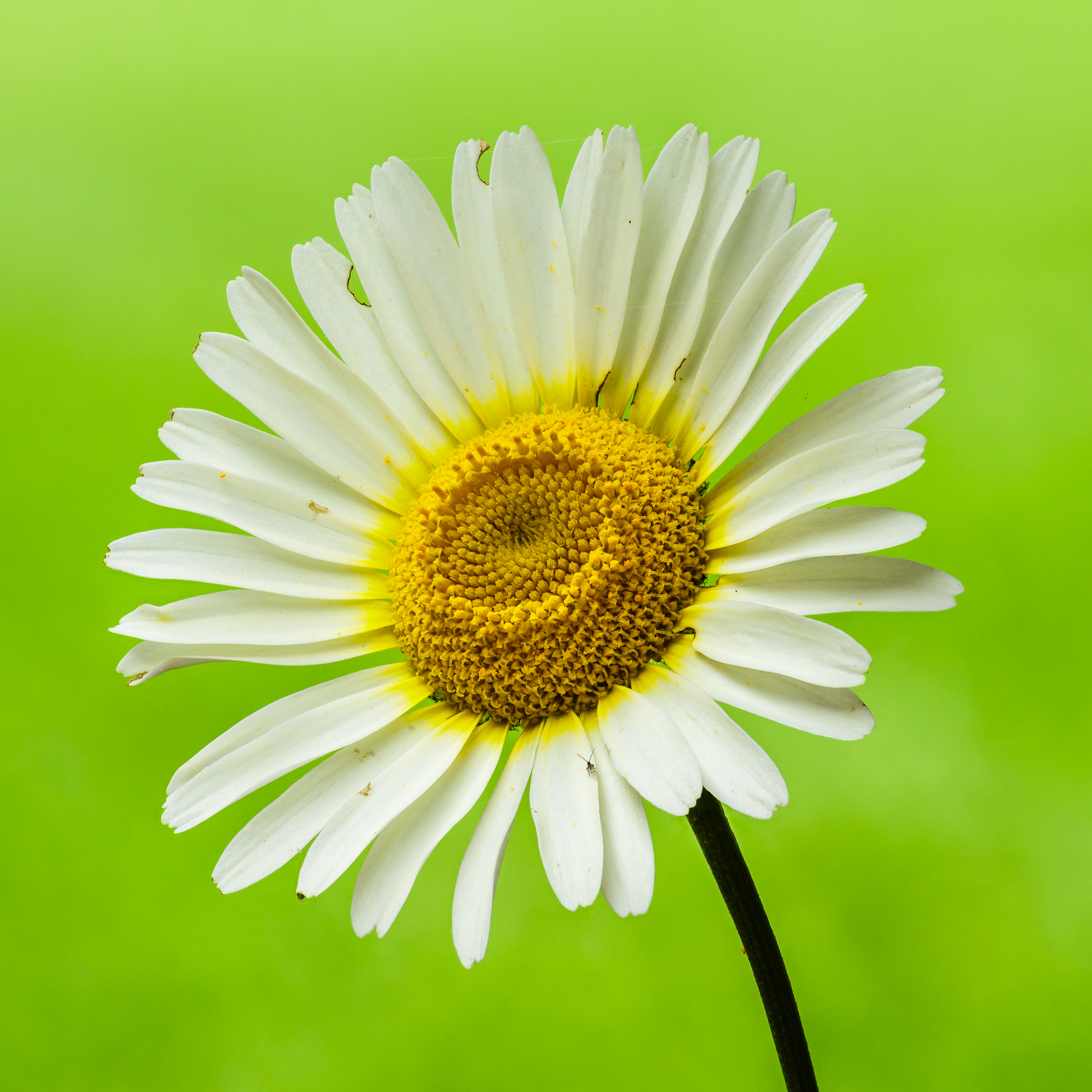
Bloeiwijze van de cultivar Anthemis tinctoria 'Lemon Ice' .

## Voorkomen
Gele kamille prefereert open, zonnige, warme en droge, matig voedselrijke, stikstofarme tot stikstofrijke, matig zure tot basische, vaak humusarme, zandige en stenige bodems. Ze groeit in zandige uiterwaarden, op allerlei omgewerkte en braakliggende grond, in voedselrijke ruigten, op zandvlakten en oude muren, in bermen en wijngaarden, in extensief gebruikte akkers en op spoorwegterreinen. In het westen reikt het Europese deel van het verspreidingsgebied tot in België en Nederland. De soort is zeldzaam in het Urbaan district en elders zeer zeldzaam, maar wordt ook uitgezaaid. De plant is achteruitgegaan door de ontmanteling van oude vestingwerken maar heeft nieuwe kansen gekregen met name op spoorwegterreinen. 

## Gebruik
Sinds de late Middeleeuwen is gele kamille een gecultiveerde gebruiksplant die als sierplant diende maar ook citroengele en olijfgroene verfstof leverde (hierop duidt ook de soortaanduiding tinctoria) en die als zandbinder ingezaaid werd.

## Waardplant
Gele kamille is waardplant voor de vlinders Scherpe streepbandmot (Isophrictis anthemidella) en kamillevlinder (Cucullia chamomillae).